# Reprezentacja Walii w koszykówce kobiet
Reprezentacja Walii w koszykówce kobiet - drużyna, która reprezentuje Walię w koszykówce kobiet. Za jej funkcjonowanie odpowiedzialny jest Walijski Związek Koszykówki.